# Fundus
Le fundus (pron. /fɔ̃dys/) ou le fond de l'estomac ou encore la grosse tubérosité de l'estomac est la partie supérieure de l'estomac.

## Anatomie
C'est la partie la plus haute de l'estomac, située juste au-dessus d'un plan passant par l'incisure cardiale et le col d'Helvetius, au-dessus du corps de l'estomac. Il est surmonté par le diaphragme et, grâce à sa forme de dôme, est bien adapté à sa concavité.

## Glandes
C'est dans le fundus que sont localisées des cellules pariétales qui sont des glandes sécrétant de l'acide chlorhydrique, de la pepsine ainsi qu'une glycoprotéine dite facteur intrinsèque. Ce dernier est indispensable à l'absorption de la vitamine B12 (facteur extrinsèque) lorsque cette dernière est présente à des concentrations physiologiques.

## Histologie
Dans le fundus, l’épithélium forme des cryptes au fond desquelles on trouve des glandes productrices de suc gastrique. 
Ces glandes sont composées de 3 formes de cellules sécrétrices :
- cellules mucipares qui forment le col de la glande ;
- cellules principales qui sécrètent la pepsine présente au niveau de l'estomac ;
- cellules bordantes qui produisent de l'acide chlorhydrique.

## Aspect radiologique
Le fundus correspond radiologiquement à la poche à air gastrique, région de l'estomac pleine d'air, qui, de ce fait, ne peut être atteinte par le produit de contraste.

## Projection
Sa projection sur la paroi thoracique prend le nom d’espace semi-lunaire de Traube délimité comme suit :
- partie inférieure: marge du 9ème cartilage costal et du processus xiphoïde du sternum ;
- partie supérieure: 5ème-6ème côte ;
- partie latérale: d'une ligne tendue entre la 5ème et la 9ème côte, à quelques centimètres à gauche de la ligne médio-claviculaire.

## Fonctions
Sa fonction est le stockage des aliments non digérés, les substances peuvent y rester plus d'une heure. La fonction de la poche à air gastrique est d'empêcher le reflux du contenu gastrique dans l'œsophage.